# Robinsonella discolor
Robinsonella discolor là một loài thực vật có hoa trong họ Cẩm quỳ. Loài này được Rose & Baker f. ex Rose miêu tả khoa học đầu tiên năm 1899.